# Killing Stalking
Killing Stalking (корейською: 킬링 스토킹, українською: «Вбити сталкера») — південнокорейська манхва, написана та проілюстрована Когі у жанрі яой про нероздільне кохання парубка Юн Бома до Сану, який маніячно стежить за об'єктом бажання, але раптом щось йде не за планом.
Була опублікована онлайн корейською та англійською мовами видавництвом Lezhin Comics, отримала головний приз ₩ 100,000,000 на другому конкурсі Lezhin World Comics Contest.

## Сюжет
Історія розповідає про Юн Бома, молоду психічно хвору людину з тяжким минулим. Закохавшись в Сану, свого однолітка з військової служби, який колись врятував хлопчину від спроби зґвалтування, той вирішує проникнути в будинок Сану, доки нікого немає вдома. Юн Бом знаходить у підвалі оголену, зав'язану мотузками жінку з синцями, і перш ніж він встигає звільнити її, його виявляє Сану, котрий завдає ударом битою, перш ніж хлопчина встигає зорієнтуватися. Сану ламає кісточки Бома, і, попри колишнє кохання Юн Бома до нього, Сану втягує Бома в жорстокі та маніпулятивні стосунки.

## Головні герої
- Юн Бом (윤범)

Юн Бом — головний герой твору. Через те, що його батьки померли, коли він був маленьким, Бом був відданий бабусі та дядькові, останні жорстоко поводилися з ним, ґвалтували та морили голодом, внаслідок чого Юн Бом став жертвою насильства на все життя, оскільки над ним знущалися крім як вдома ще й у школі, де піддавали сексуальному насильству, у майбутньому це знайшло продовження в армії. Бом — тиха, сором'язлива, боязка і чутлива людина з БАР, що часто відчуває труднощі у спілкуванні. Сприймаючи прихильність до себе як знак кохання, Бом легко прив'язується до людей, які виявляють до нього прихильність, тому що він ніколи не отримував її раніше. Впоравшись зі знущаннями дядька, самотністю й думкою, що він нікому не потрібен, Юн Бом у минулому регулярно різав собі вени, щоб полегшити життя.
- О Сану (오상우)

О Сану — другий головний герой твору, основний антагоніст. За своїм фальшивим фасадом на публіці він насправді жорстока і безжальна людина, яка викрадає, знущається, катує, гвалтує та вбиває людей, не виявляючи абсолютно жодного милосердя до своїх жертв чи докорів сумління за будь-які свої діяння. Він дуже самозакоханий і дивиться на всіх зверхньо, вдаючи, що насправді дбає про інших, тільки для того, щоб вразити їх щирою ворожістю з лихих помислів.
- Ян Синбе (양승배)

Ян Синбе — колишній слідчий, якого понизили до патрульного поліціянта. Як зауважив його начальник, він надто багато лізе у розслідування і довіряє своїй (зазвичай точній) інтуїції навіть за відсутності доказів. Слухняний і схильний до скептицизму, він часто сумнівається у висновках інших. Ці риси характеру виявляються згубними, оскільки вони коштували йому місця у слідчій групі.